# 殺人犯 (2009年の映画)
『殺人犯』（殺人犯）は、2009年の香港映画。ロイ・チョウ監督のデビュー作である。

## キャスト
- アーロン・クオック: レン・クォン
- チャン・チュンニン: チェン・ヘイオイ
- チョン・シウファイ: クァイ
- チェン・カンタイ: タイ
- チン・カーロッ: アンディ
- ジョシー・ホー: レン・マン
- タム・チュンヤッ: チャイチャイ
- アンナ・ヤウ

## 公開
過激な内容の為に、中国本土で公開された際には『罪与罰』というタイトルにされ、エンディングも変更し、オリジナル版に無い映像も追加され、ほぼ別の作品になった。

## 受賞・ノミネート
第29回香港電影金像奨
- ノミネート: 主演男優賞
- ノミネート: 新人監督賞